# Campeonato Mundial de Ginástica Rítmica de 2009 - 3 fitas + 2 cordas
A competição de 3 fita e 2 arcos do Campeonato Mundial de Ginástica Rítmica de 2009 foi disputado no dia 13 de setembro. A prova foi vencida pela equipe da Itália.

## Medalhistas
| Ouro   | ITA Elisa Blanchi, Giulia Galtarossa, Romina Laurito, Daniela Masseroni, Elisa Santoni, Anzhelika Savrayuk             |
| Prata  | BLR Alesia Babushkina, Dzina Haitsiukevich, Maryna Hancharova, Nastassia Ivankova, Kseniya Sankovich, Alina Tumilovich |
| Bronze | RUS Uliana Donskova, Daria Koroleva, Ekaterina Malygina, Anastasia Maximova, Natalia Pichuzhkina, Daria Shcherbakova   |

## Resultados
Esses são os resultados da competição.
| Pos. | País/Ginastas | Dificuldade | Artístico | Execução | Pen. | Total  |
| ---- | --- | ----------- | --------- | -------- | ---- | ------ |
|      | Itália · Elisa Blanchi · Giulia Galtarossa · Romina Laurito · Daniela Masseroni · Elisa Santoni · Anzhelika Savrayuk                   | 8.800       | 9.050     | 8.800    |      | 26.650 |
|      | Bielorrússia · Alesia Babushkina · Dzina Haitsiukevich · Maryna Hancharova · Nastassia Ivankova · Kseniya Sankovich · Alina Tumilovich | 8.750       | 9.000     | 8.850    |      | 26.600 |
|      | Rússia · Uliana Donskova · Daria Koroleva · Ekaterina Malygina · Anastasia Maximova · Natalia Pichuzhkina · Daria Shcherbakova         | 8.800       | 8.800     | 8.700    |      | 26.300 |
| 4    | Japão · Yuka Endo · Chihana Hara · Saori Inagaki · Nachi Misawa · Kotono Tanaka · Honami Tsuboi                                        | 8.475       | 8.750     | 8.750    |      | 25.975 |
| 5    | Bulgária · Eleonora Kezhova · Mihaela Maevska · Kristina Rangelovayankova · Stela Sultanova · Galina Tancheva · Vladislava Tancheva    | 8.425       | 8.950     | 8.250    |      | 25.625 |
| 6    | Azerbaijão · Dina Gorina · Jeyla Guliyeva · Vafa Husey · Anastasiya Prasolova · Stefani Trayanova · Valeriya Yegay                     | 8.175       | 8.600     | 8.450    |      | 25.225 |
| 7    | Espanha · Loreto Achaerandio · Sandra Aguilar · Sara Garvin · Ana Maria Pelaz · Alejandra Quereda · Lidia Redondo                      | 8.125       | 8.550     | 8.200    |      | 24.875 |
| 8    | Israel · Olena Dvornichenko · Maria Savenkov · Rahel Vigdorchick · Veronika Vitenberg · Polina Zakaluzny                               | 7.775       | 8.300     | 7.950    |      | 24.025 |